# Comunidad Camisea
La Comunidad Camisea (en machiguenga: Kamisea) es una localidad peruana, capital del distrito de Megantoni ubicada en la provincia de La Convención en el departamento del Cuzco.

## Historia
La comunidad de Camisea se formó en el año 1960, la población proviene de la cabecera del río Camisea.

## Ubicación
Se ubica en la afluencia de los ríos Camisea y Vilcambamba. Al frente se encuentra la Comunidad de Shivankoreni.

## Geografía
Se encuentra ubicada a una altitud de 378 m s. n. m., en una zona cálida. 

## Economía
Comunidad Camisea es eminentemente productora del gas natural de Camisea.